# Технологічні машини
Технологі́чні маши́ни — робочі машини, котрі призначенні для змінювання розмірів, форми, властивостей або стану предмета обробки (сировини). Це млини, печі, преси, метало- й деревообробні верстати, будівельні, гірничі, металургійні, сільськогосподарські, харчові, текстильні, поліграфічні машини тощо.

## Загальний опис
За алгоритмом дії та допомогою робочих
органів технологічна машина може виконувати:
- - робочий рух (узгоджений рух виконавчих ланок, які переміщають предмет обробки та інструмент), що забезпечує зміну форми, розмірів, властивостей або стану предмету обробки;
- - допоміжні рухи, що спрямовані на підвищення ефективності та безпеки головного руху.

Відповідно до сучасних уявлень технологічна машина є автономною технічною системою.
Сучасні технологічні машини функціонують в складі комплексу пристроїв, в яких використовують різні фізичні принципи і засоби, що виконують велике число різних операцій. Ця автоматична потокова лінія є складним комплексом приводів виконавчих органів, об'єднаних системою управління циклом руху машини. Кожен привід включає три основні частини: двигун, передавальний пристрій і виконавчий орган, з яким жорстко пов'язаний робочий орган або обробний об'єкт. При обробці на автоматичній лінії виріб послідовно переміщується від однієї машини до іншої. Він встановлюється і закріплюється в певному положенні для обробки сам або разом з пристроєм, який переміщує його.
Для приведення в рух сучасних технологічних машин майже винятково використовується електроенергія. Завдання двигуна полягає в перетворенні електричної енергії в механічну. Розрізняють прості двигуни, в яких електроенергія безпосередньо перетворюється в механічну (електродвигун і електромагніт), і комбіновані двигуни, в яких при перетворенні використовується проміжна енергія (гідро- і пневмодвигуни).
Приводи сучасних технологічних машин (металорізальних верстатів, металургійних та інших машин) являють собою електро- або гідромеханічні системи тієї чи іншої складності.
Виконавчі механізми сучасних технологічних машин різноманітні за своїми схемами, призначенням, структурою, кінематичними і динамічними властивостями.
Для механізмів більшості сучасних технологічних машин, що перетворюють рух провідної ланки (двигуна) в необхідний рух робочого органу, характерні зазори в кінематичних парах і різних з'єднаннях. Основними джерелами зазорів є рухомі з'єднання (підшипники і напрямні ковзання; хрестові муфти та ін.)
У системах управління сучасними технологічними машинами використовують різноманітні фізичні засоби і методи; схеми і конструкції цих систем також виключно різноманітні.

## Якість технологічних машин
Якість технологічних машин можна характеризувати
набором техніко-економічних показників трьох рівнів.
- Основними інтегральними показниками першого рівня є ефективність, продуктивність, точність, надійність, та гнучкість.
- До показників другого рівня належать експлуатаційні, ергономічні, екологічні, естетичні показники, показники безпеки, патентної захищеності та технологічності.
- Показниками третього рівня є технічні характеристики технологічних машин.